# Meteorium regnellii
Meteorium regnellii är en bladmossart som beskrevs av Brotherus 1906. Meteorium regnellii ingår i släktet Meteorium och familjen Meteoriaceae. Inga underarter finns listade i Catalogue of Life.